# Elezioni presidenziali in Ucraina del 1994
Le elezioni presidenziali in Ucraina del 1994 si tennero il 26 giugno (primo turno) e il 10 luglio (secondo turno). A seguito dell'esito elettorale, il Presidente uscente Leonid Kravčuk dovette cedere la carica presidenziale all'ex Primo ministro Leonid Kučma.
Le elezioni presidenziali si tennero in seguito a un compromesso politico tra il Presidente e il Parlamento. Nello stesso anno si tennero le elezioni parlamentari.
A seguito della formale dissoluzione dell'Unione Sovietica nel dicembre 1991, questa fu la prima elezione presidenziale nella Comunità degli Stati Indipendenti (formata dagli stati post-sovietici) in cui il Capo di Stato uscente, le cui radici affondavano nella nomenklatura sovietica, perse la leadership e accettò pacificamente l'esito della consultazione elettorale democratica.

## Risultati
| Leonid Kučma          | Indipendente                 | 8 274 806  | 31,25 | 14 016 850 | 52,14 |  |  |  |
| Leonid Kravčuk        | Indipendente                 | 9 977 766  | 37,68 | 12 111 603 | 45,05 |  |  |  |
| Oleksandr Moroz       | Partito Socialista d'Ucraina | 3 466 541  | 13,09 |            |       |  |  |  |
| Volodymyr Lanovyj     | Indipendente                 | 2 483 986  | 9,38  |            |       |  |  |  |
| Valerij Babyč         | Indipendente                 | 644 263    | 2,43  |            |       |  |  |  |
| Ivan Pljušč           | Indipendente                 | 321 886    | 1,22  |            |       |  |  |  |
| Petro Talančuk        | Indipendente                 | 143 361    | 0,54  |            |       |  |  |  |
| Nessuno dei candidati | Nessuno dei candidati        | 697 564    | 2,63  | 645 508    | 2,40  |  |  |  |
| Voti non validi       | Voti non validi              | 470 498    | 1,78  | 109 681    | 0,41  |  |  |  |
| Totale                | Totale                       | 26 480 671 | 100   | 26 883 642 | 100   |  |  |  |
|                       |                              |            |       |            |       |  |  |  |
| Elettori              | Elettori                     | 37 630 835 |       | 37 531 666 |       |  |  |  |

- Il dato relativo ai voti espressi per nessuno dei candidati è ricavato per sottrazione tra voti validi (I turno: 26.010.173; II turno: 26.773.961) e totale dei voti ai candidati (I turno: 25.312.609; II turno: 26.128.453).
- I dati preliminari, con riferimento al primo turno, indicano 8.107.626 voti per Kučma e 892.740 espressi per nessuno dei candidati; con riferimento al secondo turno, indicano 26.879.833 votanti, restando invariati i voti ai candidati.
- Le schede emesse sono 26.574.296 (I turno) e 26.925.395 (II turno).